# Francesca Rossi (scienziata)
Francesca Rossi (Ancona, 7 dicembre 1962i) è un'informatica italiana, nota per la sua attività di ricerca nel campo dell'intelligenza artificiale.
Docente all'Università degli Studi di Padova, è la presidente dell'International Joint Conference on Artificial Intelligence ed editor (revisore scientifico) associato in capo al Journal of Artificial Intelligence Research.

## Formazione e carriera
Ha ottenuto la Laurea in Scienze dell'informazione presso l'Università di Pisa nel 1986, dove nel 1993 ha conseguito anche il dottorato di ricerca in Informatica.
Tra il 1992 ed il 1998 è stata ricercatrice (equivalente di "assistant professor" nel mondo anglosassone) all'Università di Pisa ed in seguito (1999-2001) è stata professoressa associata in informatica all'Università di Padova.
Dal 2001 è professoressa ordinaria di Informatica all'Università di Padova ed è membro del Radcliffe Institute for Advanced Studies dell'Università di Harvard.

## Interessi di ricerca
La sua ricerca sull'intelligenza artificiale pone particolare enfasi su modellazione e ragionamento, elaborazione dei limiti e sistemi multi-agenti. Ha pubblicato ampiamente in riviste e conferenze internazionali ed ha anche lavorato a diversi volumi tra i quali Handbook of Constraint Programming . È anche co-autrice di un libro sulle preferenze e la scelta sociale.

## Incarichi
- Presidente dell'Association for Constraint Programming, 2003–2007
- Presidente dell'International Joint Conference on Artificial Intelligence, August 2013 – 2015

## Premi e riconoscimenti
- European Coordinating Committee for Artificial Intelligence (ECCAI) fellow, 2008
- Association for Constraint Programming, Distinguished service award, 2010
- Association for the Advancement of Artificial Intelligence (AAAI) fellow, 2012
- Radcliffe Fellow, 2014–2015

## Pubblicazioni
- (EN) Francesca Rossi, Kristen Brent Venable e Toby Walsh, A Short Introduction to Preferences: Between Artificial Intelligence and Social Choice, in Synthesis Lectures on Artificial Intelligence and Machine Learning, Morgan & Claypool Publishers, luglio 2011.
- Francesca Rossi, Il confine del futuro. Possiamo fidarci dell'intelligenza artificiale?, Feltrinelli, Milano 2019.